# 魏觀案
魏觀案發生於洪武六年（1373年），明太祖朱元璋藉蘇州知府魏觀“濬河道”與“修府治”等事，更是為了報復詩人高啟等人，將他們處死。

## 簡介
洪武六年（1373年），蘇州知府魏觀將府衙修建在張士誠宮殿的遺址上，被御史張度污為“興滅王之基，開敗國之河”；魏觀被斬首，高啟曾為魏觀撰寫〈郡治上樑文〉，其中「龍盤虎踞」等句觸怒朱元璋，一併被腰斬於金陵。王彝亦慘遭殺戮。同社人紛起為詩文悼之。
魏觀案是朱元璋对吴中地域猜忌的一次大爆發，更是朱元璋刻意打压江南士大夫的表现。世人稱高啟有詩〈題宮女圖〉云：“小犬隔花空吠影，夜深宮禁有誰來？”暗諷宮闈秘事，招來殺身之禍，純屬穿鑿附會。高啟早年赴京修《元史》，後辭官不就，堅決不與新王朝合作。洪武五年（1372年）三月，魏观出任苏州知府，高启寧可游幕魏观，亦不入朝廷征聘。高启、王彝二人在魏观修府治、浚河道时，为其歌功颂德。高启还为魏观母亲作《魏夫人宋氏墓志铭》，這些舉動难免有结党营私的嫌疑。朱元璋藉“魏觀案”慘殺高啟，目的在於警告江南士子，不合作的下場就是這樣，他说：“率土之滨，莫非王臣。寰中士夫不为君用，是自外其教者，诛其身而没其家，不为之过。”